# Fonosemantica
La fonosemantica è la branca della linguistica che studia il rapporto tra la fonetica e la semantica delle lingue naturali.
La fonosemantica descrive e interpreta le diverse forme di iconismo fonologico presenti nella lingua, ad esempio quelle in cui un suono si presenta come un'immagine del senso che veicola (iconismo figurativo), o quelle in cui la differenza tra due o più suoni si presenta come un'immagine della differenza tra i loro sensi (iconismo diagrammatico).

## Esempi
Sono casi di iconismo fonologico "figurativo" le onomatopee primarie (tic tac, boom, muuuhh) e  secondarie (ticchettìo, bomba, muggito), come pure la maggior parte dei casi di fonosimbolismo non onomatopeico (cioè che non imita suoni ma altri dati sensoriali, detto quindi anche sinestetico) che si incontrano soprattutto in letteratura, tanto in poesia («..e sì traevan giù l'unghie la scabbia, come coltel di scardova le scaglie», Dante, Inferno, XXIX) quanto in prosa («Per raccontare come vorrei bisognerebbe che questa pagina bianca diventasse irta di rupi rossicce, si sfaldasse in una sabbietta spessa, ciottolosa, e vi crescesse un'ispida vegetazione di ginepri», Calvino, Il cavaliere inesistente, IX).
Sono invece casi di iconismo fonologico "diagrammatico" quelli in cui un sistema di differenze semantiche è raffigurato da un sistema di differenze fonologiche. Per esempio, in italiano, la prima persona è generalmente connotata da suoni più gravi e da articolazioni più posteriori rispetto alla seconda persona, caratterizzata dalla maggiore acutezza e da articolazioni più anteriori. Ciò vale per le vocali desinenziali del presente e dell'imperfetto indicativo (-o contro -i), per le consonanti radicali dei pronomi (me, mi, mio contro te, ti, tuo: posta la nasalità come tratto estremo-posteriore e grave); per il consonantismo e il vocalismo delle desinenze plurali (-mo contro -te), per il consonantismo dei pronomi plurali (ci, noi, nostro contro vi, voi, vostro): in tutti questi casi, la prima persona si distingue per un timbro posteriore grave, la seconda per uno anteriore acuto.

## Tendenze attuali
La fonosemantica si è sviluppata nel corso del Novecento, a partire dalla critica del principio di arbitrarietà del segno, avanzata da linguisti come Emile Benveniste (1939) e Roman Jakobson (1968) in Europa, Edward Sapir (1929) e Dwight Bolinger (1960) negli Stati Uniti.
È possibile distinguere diversi approcci negli studi attuali di fonosemantica. Si possono ricordare almeno:
- L'approccio della "psychomécanique du langage", risalente al linguista francese Gustave Guillaume (1883-1960), che inscrive l'iconismo fonologico entro un più vasto sistema di motivazioni psicosomatiche del linguaggio (oggi continuato in Francia da Alvaro Rocchetti, Philippe Monneret, Didier Bottineau, e altri).
- L'approccio "psicofonetico" del linguista ungherese Iván Fónagy (1979, 1983), che ha permesso la misurazione acustica e statistica delle variazioni impresse dalle emozioni sulla realizzazione dei fonemi (p.es. la collera induce articolazioni più chiuse, il desiderio più aperte).
- L'approccio "neurale" del britannico Robin Allott (1983), secondo il quale il linguaggio si è sviluppato a partire dalla sua componente sensomotoria come una sorta di gesticolazione dell'apparato fonatorio.
- L'approccio "statistico" dell'americana Margaret Magnus (2001), autrice di un dizionario dei fonestemi inglesi e della tesi di dottorato scaricabile qui, che ha quantificato la distribuzione relativa di fonemi e sememi della lingua inglese.
- L'approccio "strutturale" di Luca Nobile (2003), che propugna una metodologia di descrizione sistematica delle lingue, esemplificandola sull'italiano in questo articolo qui.
- L'approccio "geometrico" di Filippo M. Leonardi (2013), che fonda il fonosimbolismo sull'analogia, espressa in termini geometrici, tra la forma esterna del suono e la sua rappresentazione interna, come immagine acustica. Vedi www.fonosemantica.it Archiviato l'8 settembre 2013 in Internet Archive.

Per una panoramica degli studi in fonosemantica dalla metà dell'Ottocento alla metà del Novecento è fondamentale il quarto ed ultimo capitolo dell'opera di Roman Jakobson e Linda Waugh, La forma fonica della lingua, 1979.

## Storia
Per quanto riguarda la storia del pensiero linguistico bisogna distinguere almeno:
- Una tradizione sapienzale, che risale, dal lato greco, ad Eraclito (le posizioni dei cui adepti sono esposte da Platone nel Cratilo), dal lato ebraico all'Antico Testamento (a partire da Genesi 1,1) e al Sepher Yezira (VI secolo d.C.).
- Una tradizione materialista, che risale a Epicuro (Lettera a Erodoto) e che arriva, attraverso Gassendi, fino a Vico, Leibniz, de Brosses, Condillac, Humboldt e Jespersen.

Per una panoramica di lungo periodo di queste tradizioni, da Platone a oggi, si può ricorrere a Gérard Genette, Mimologiques. Voyage en Cratylie, 1976 (più volte ristampato, anche in inglese).